# A67 (Groot-Brittannië)
De A67 is een 55 km lange hoofdverkeersweg in Engeland.
De weg verbindt Barnard Castle via Darlington met Yarm.